# 五台大寺
五台大寺位于云南省大理州弥渡县苴力镇五台村委会大寺村，始建于明代，清雍正、道光、光绪年间修缮扩建，民国初年重修。坐东朝西，横轴对称布局，占地面积4,364.72平方米，建筑面积1,915平方米，现存古建筑包括观音阁及两耳房、大雄宝殿、王母阁及两耳房、老君殿、孔子殿、南新殿及大院南北两边的东厢、中厢和西厢房，俗称“三阁五殿”。五台大寺内孔子殿、大雄宝殿、老君殿等建筑共存，体现了当地儒、释、道三教和谐共处的多元文化崇拜。是弥渡县现存规模最大的一处古建群，主体建筑基本保留历史原构，具有显著的地方和少数民族特色。2019年2月21日，公布为第八批云南省文物保护单位。2019年10月7日，公布为第八批全国重点文物保护单位。每年农历二月十五，五台大寺举行五台山对歌会。

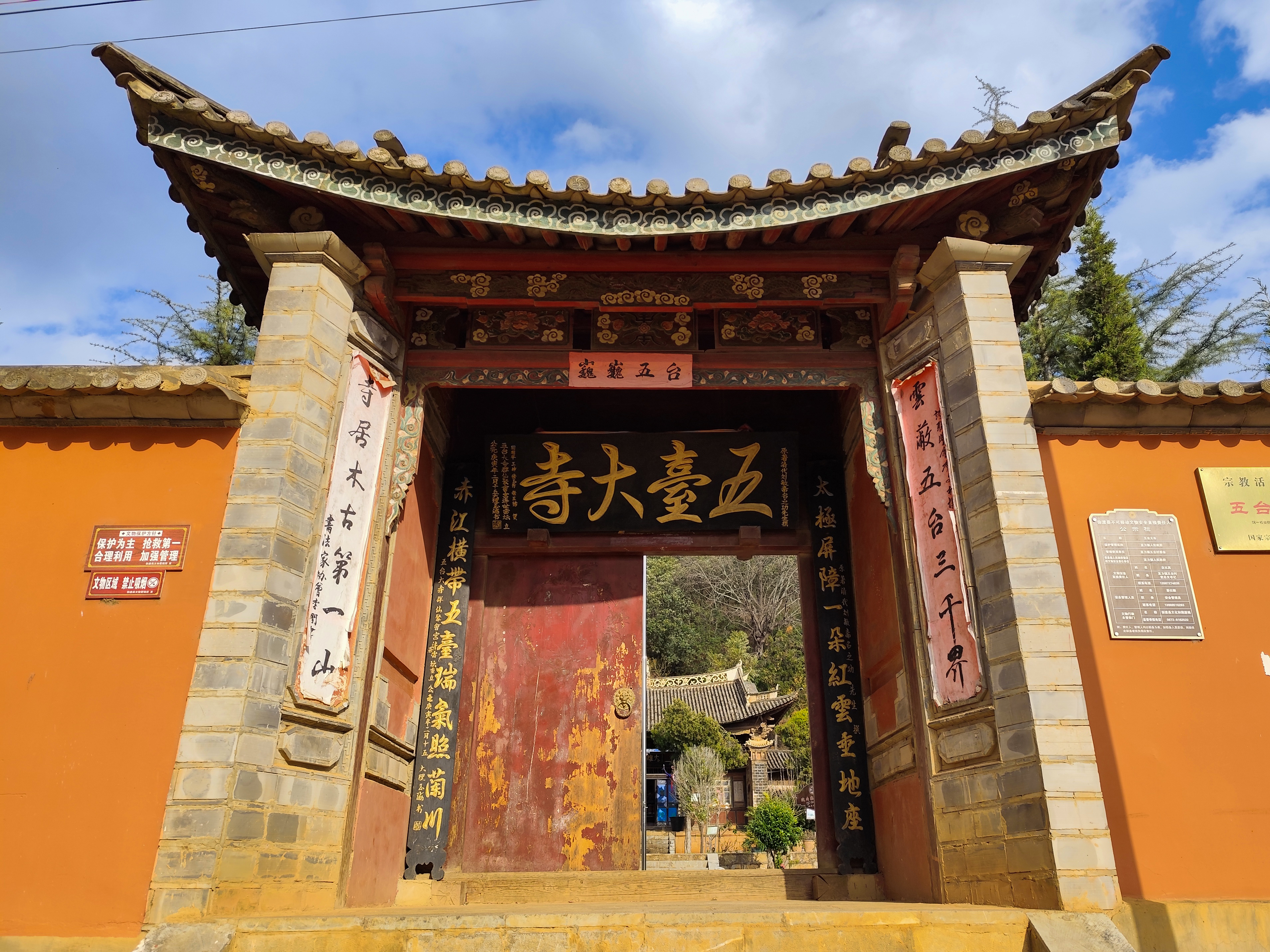
山门
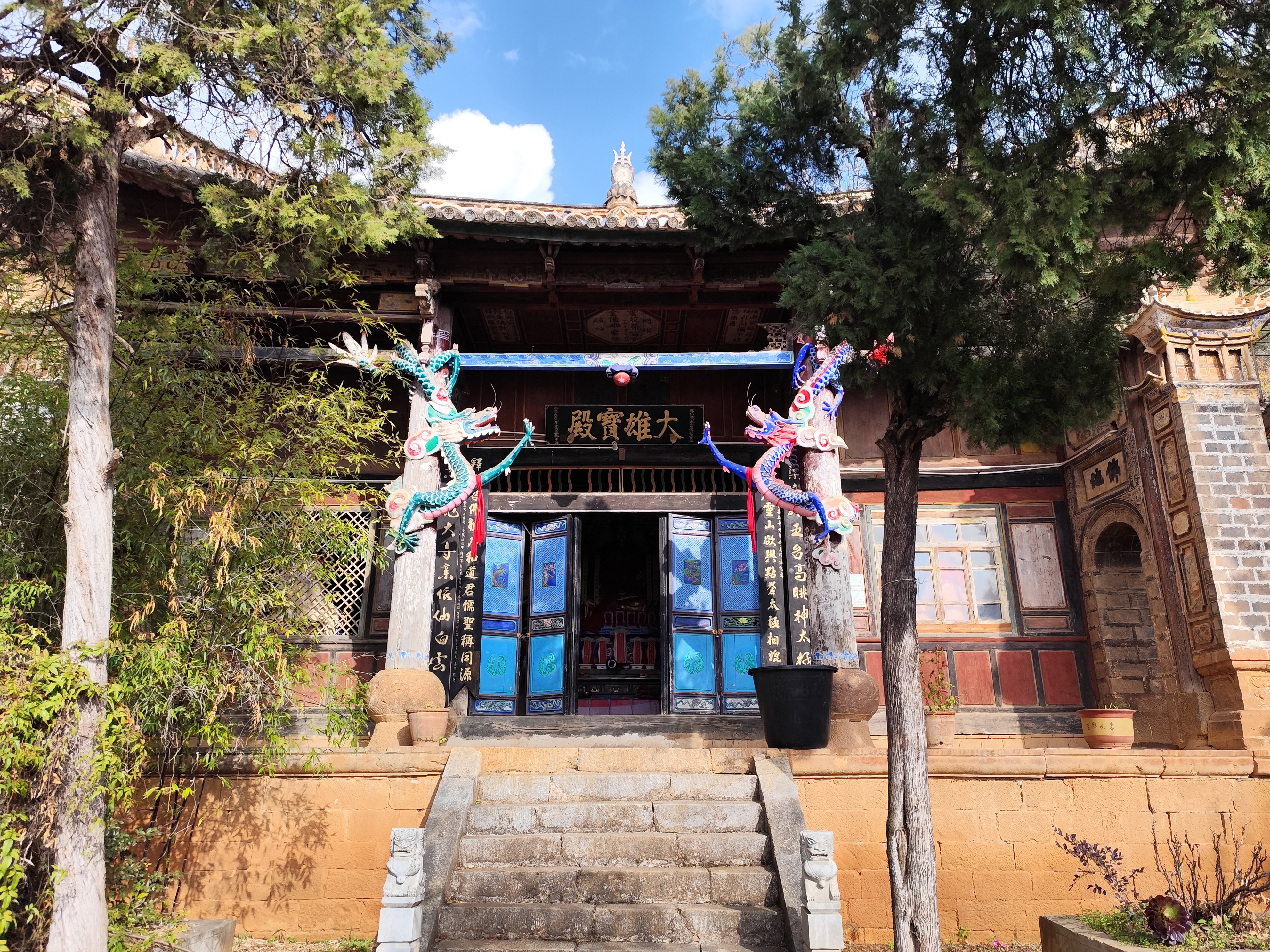
大雄宝殿
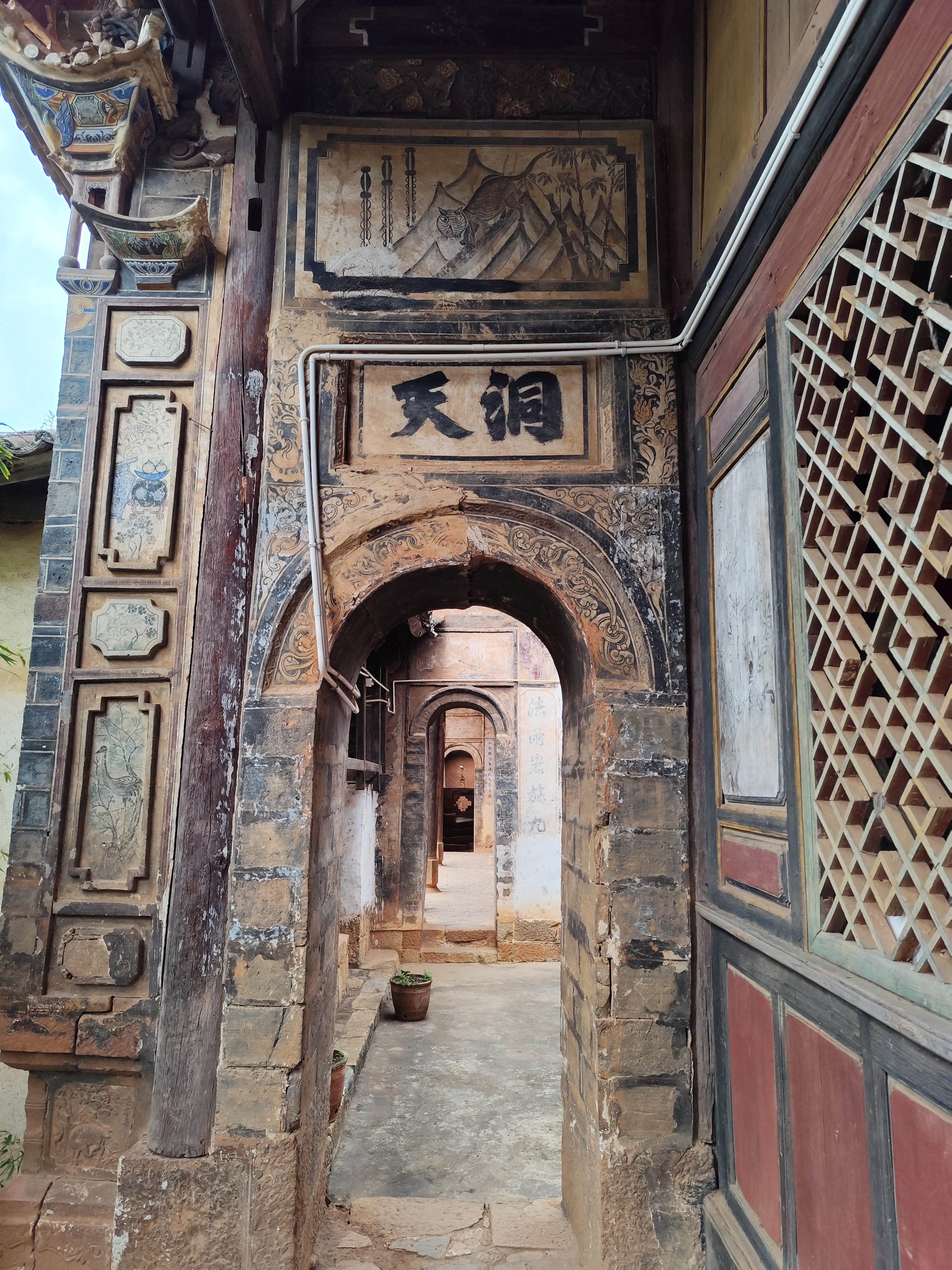
大雄宝殿门廊
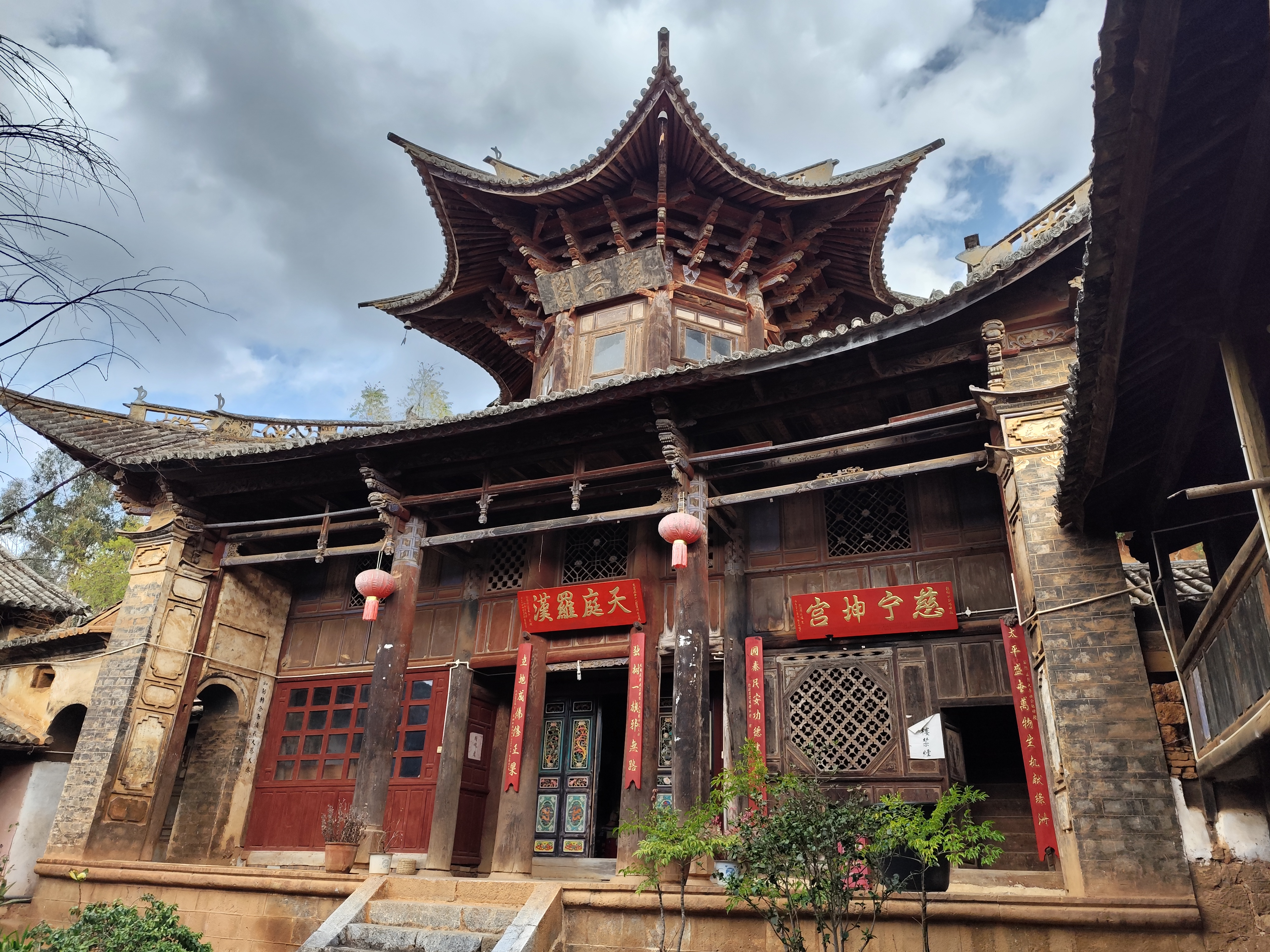
观音阁
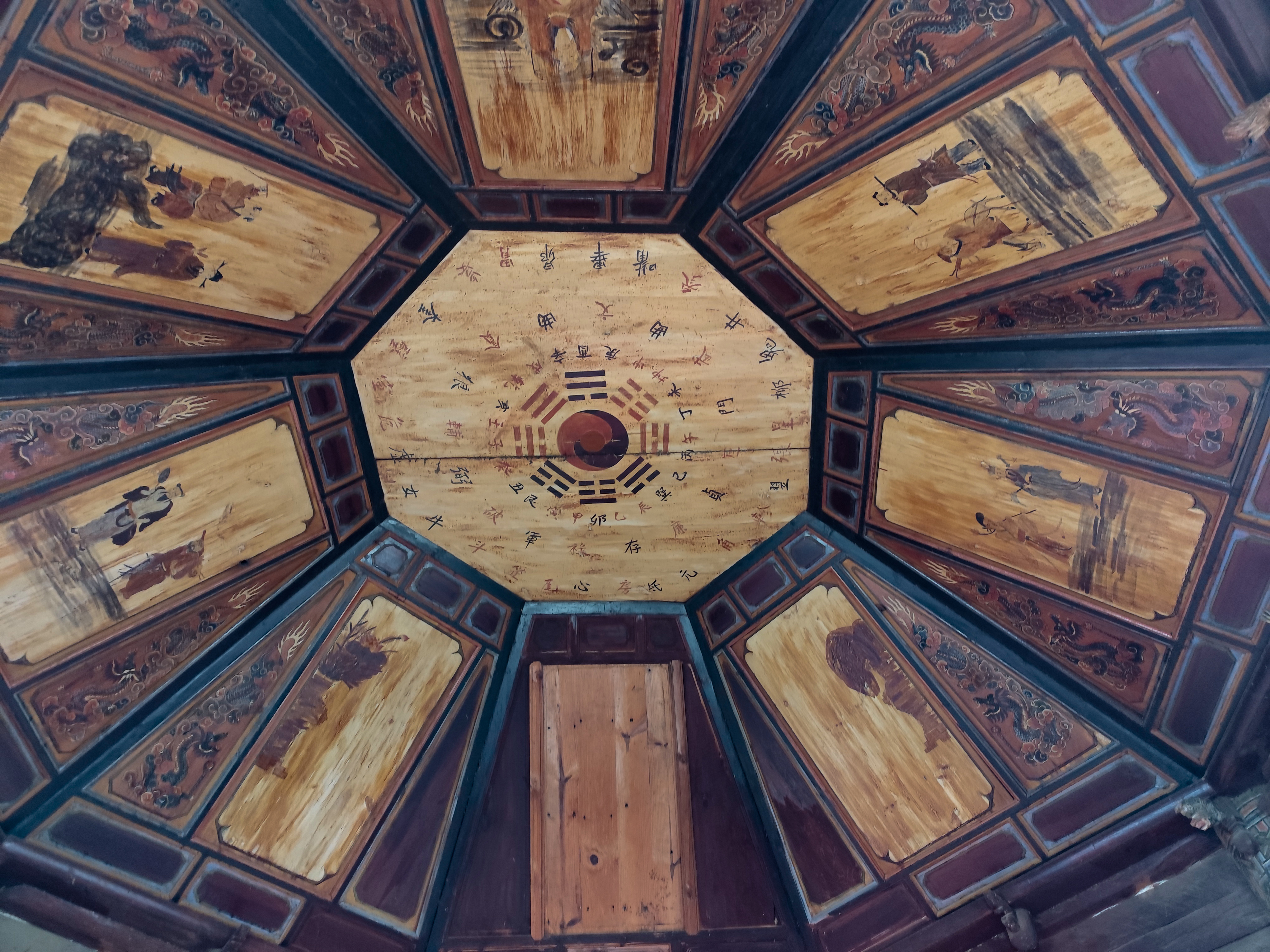
观音阁藻井
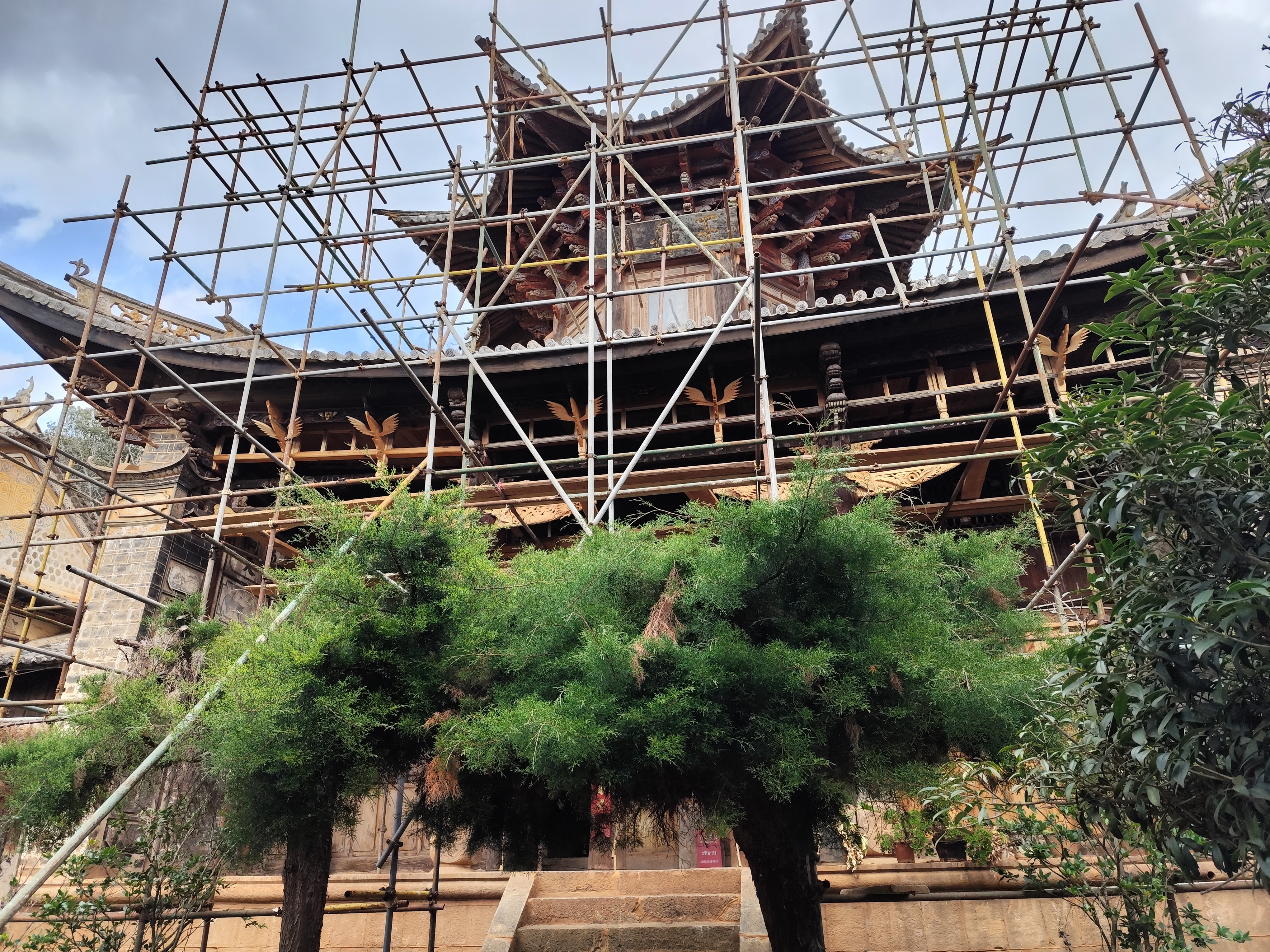
王母阁
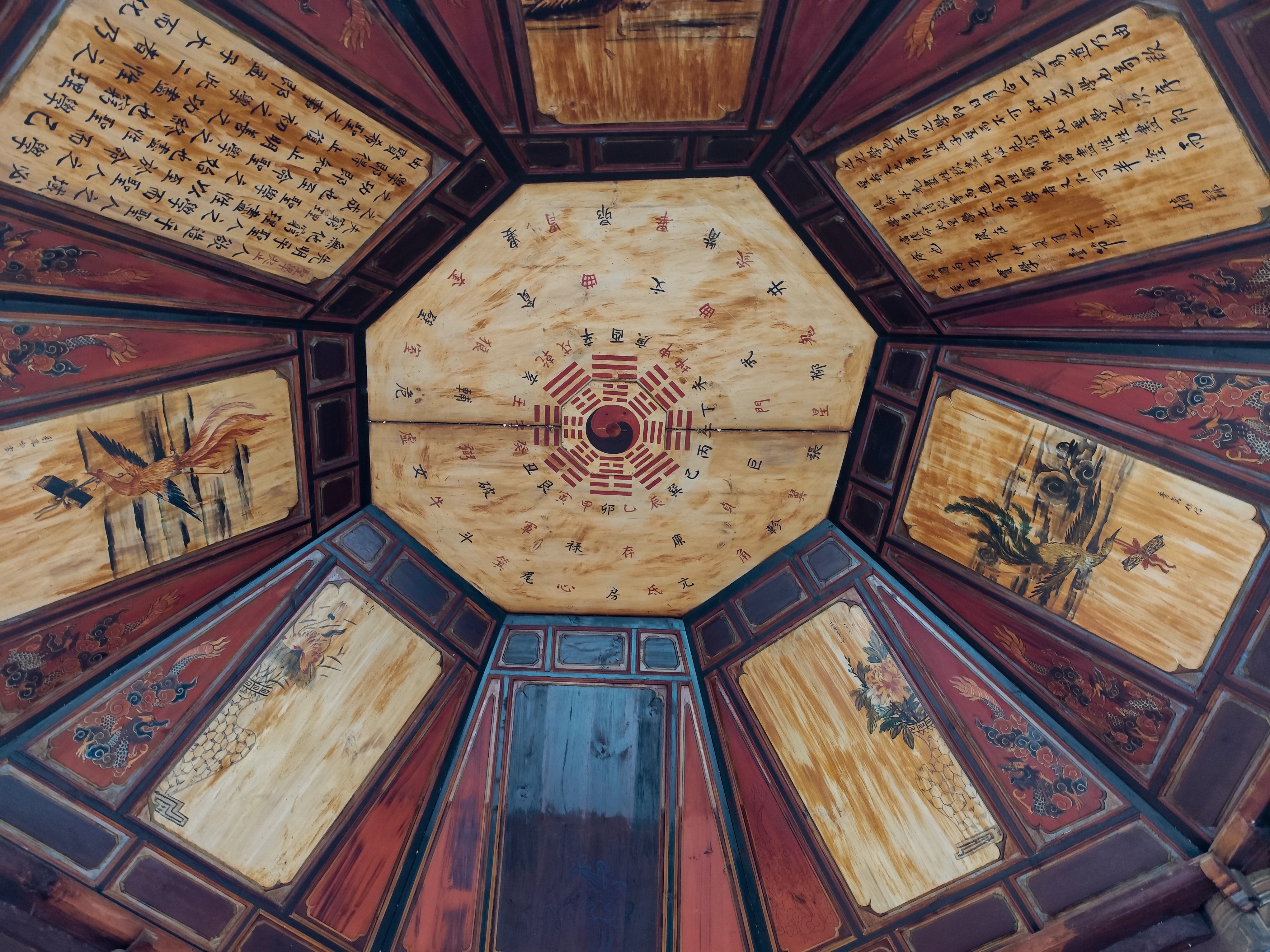
王母阁藻井
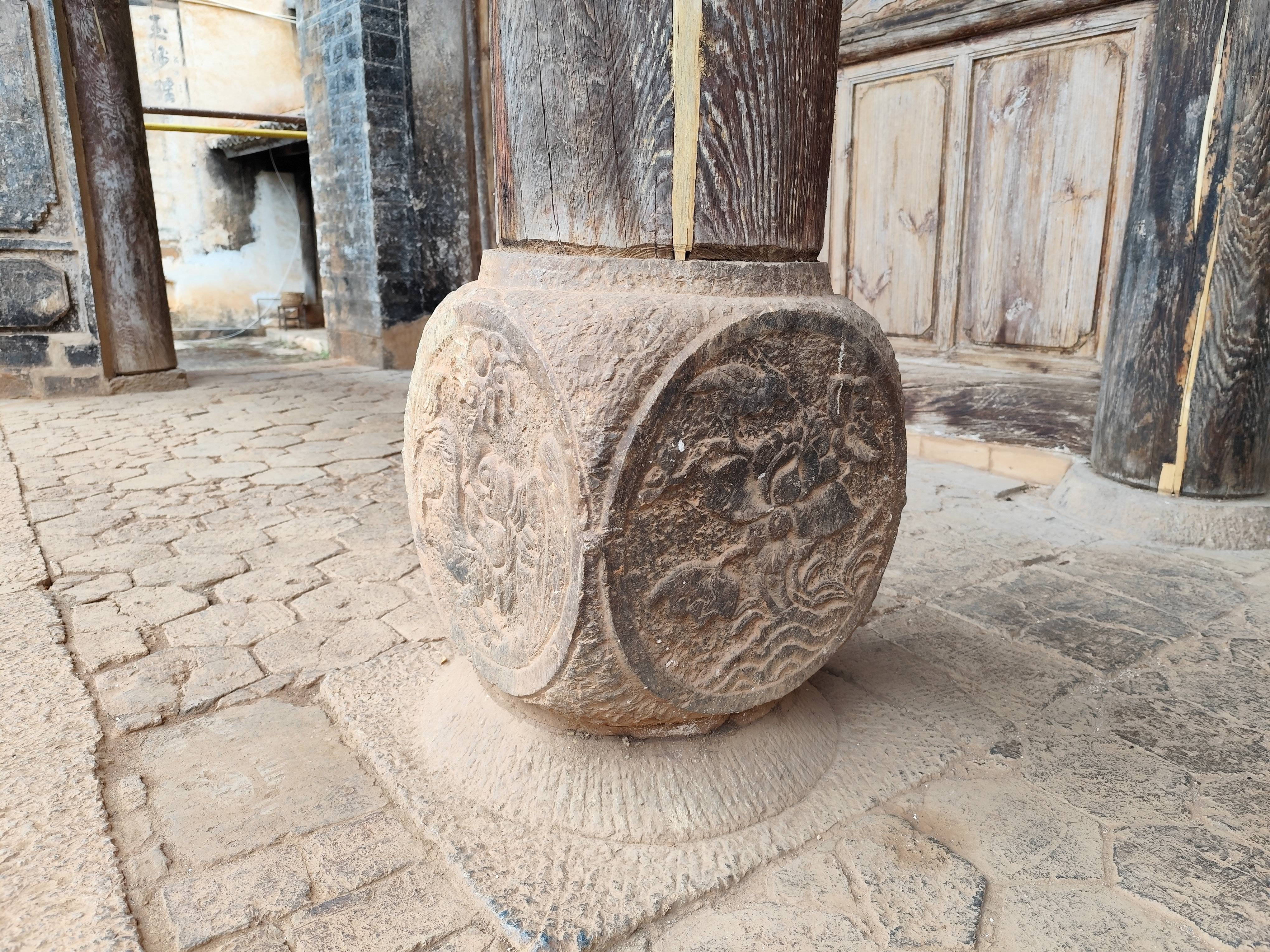
王母阁柱础
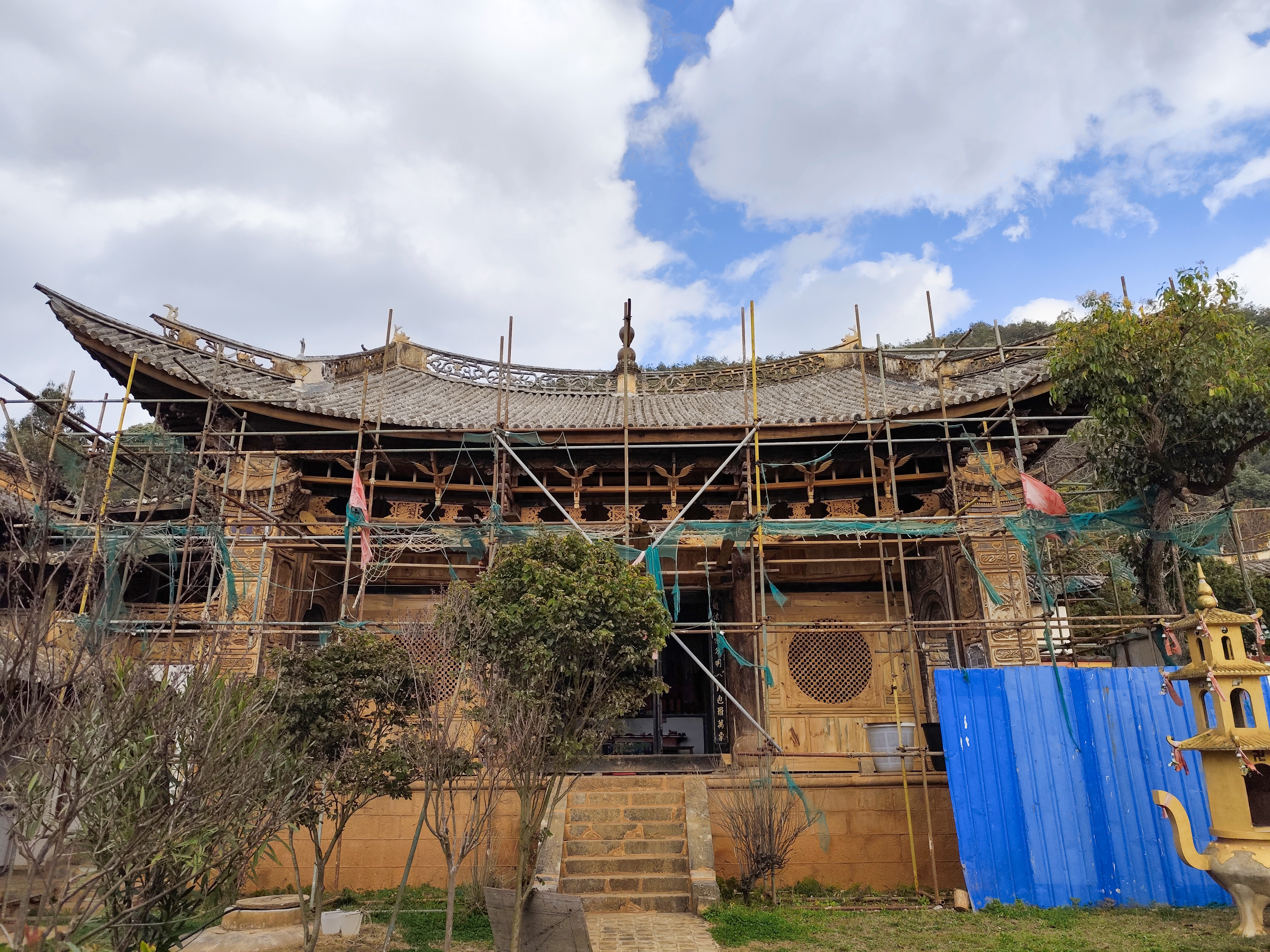
老君殿
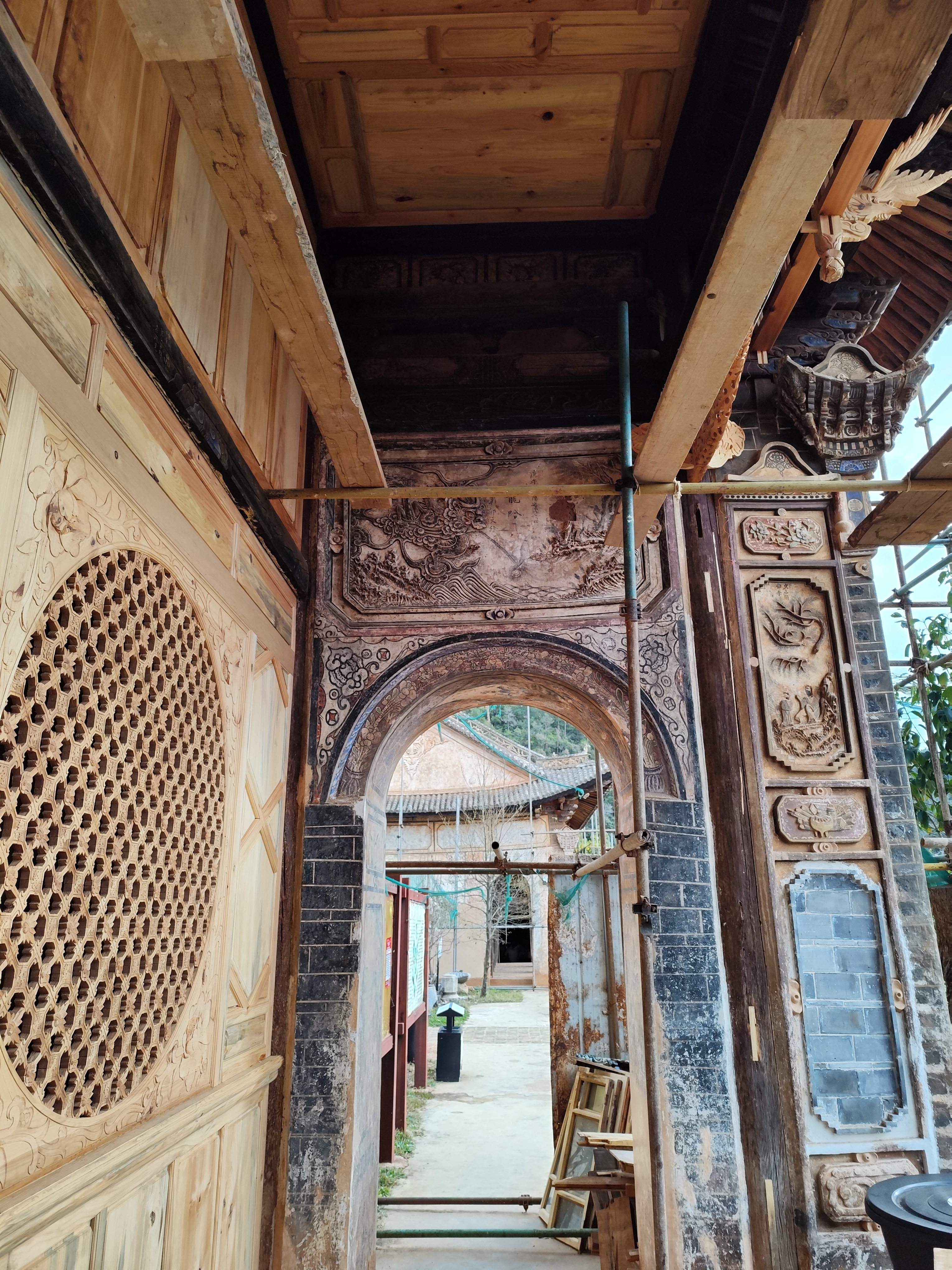
老君殿
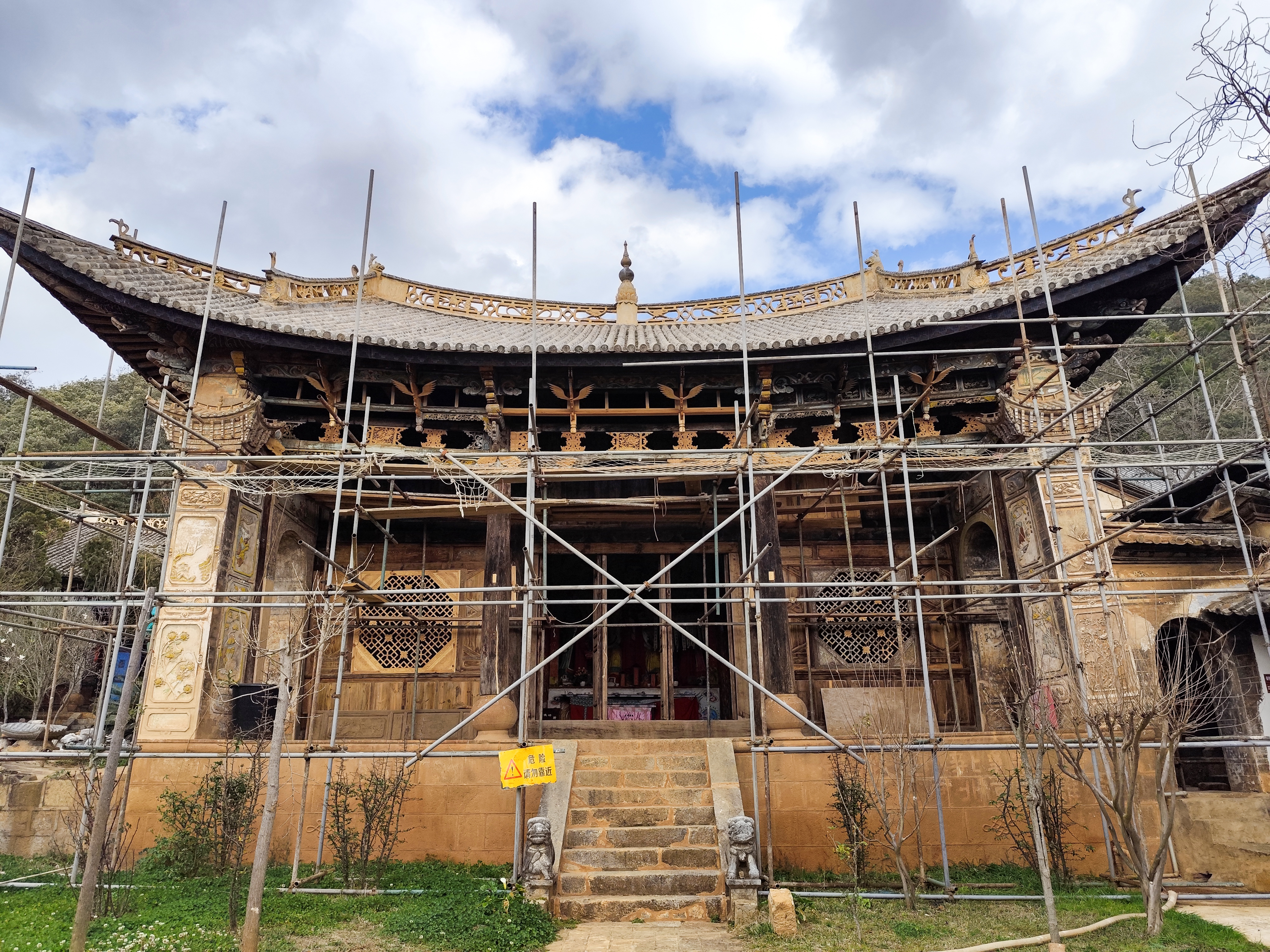
孔子殿
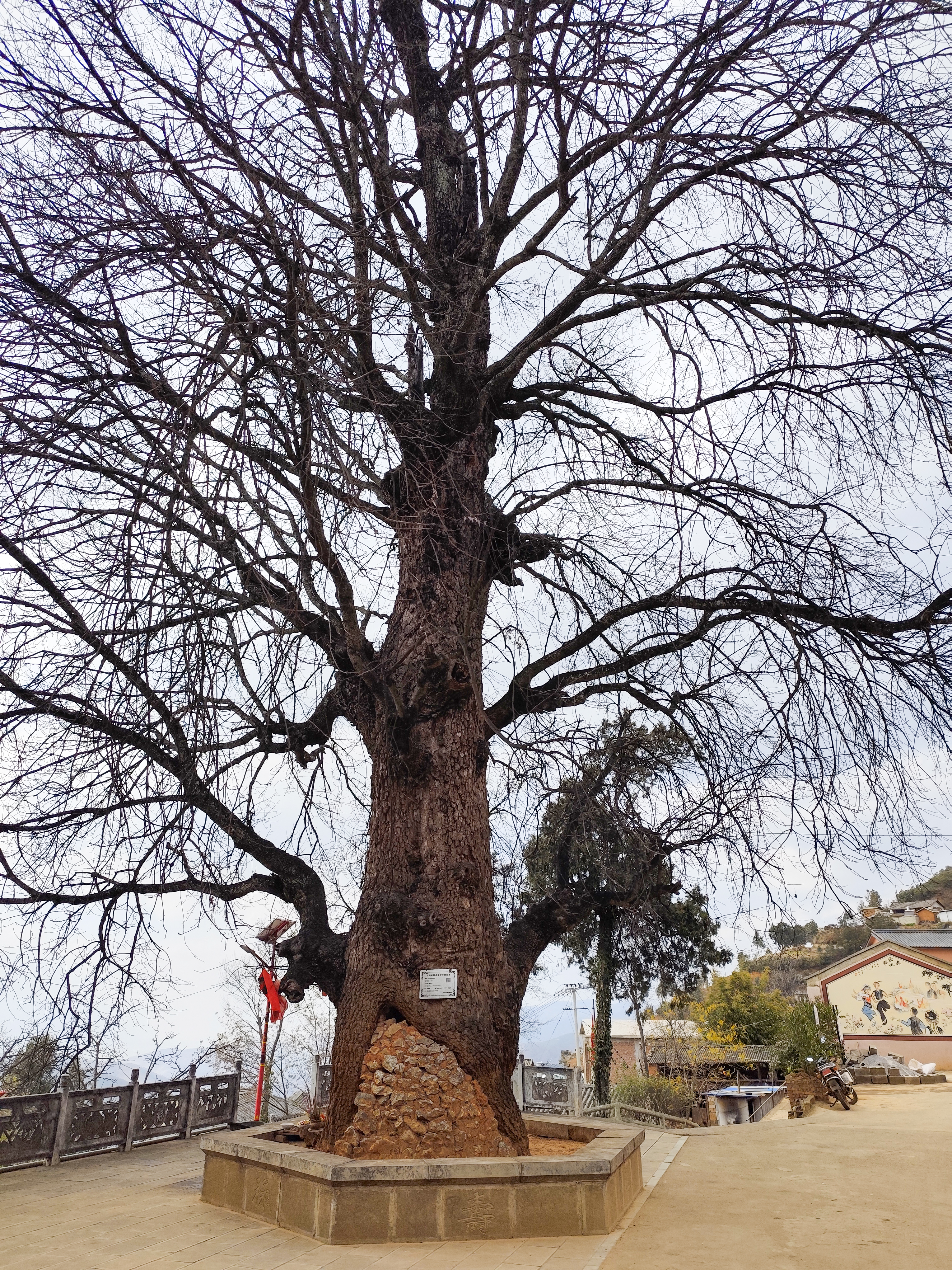
寺前的黄连木古树
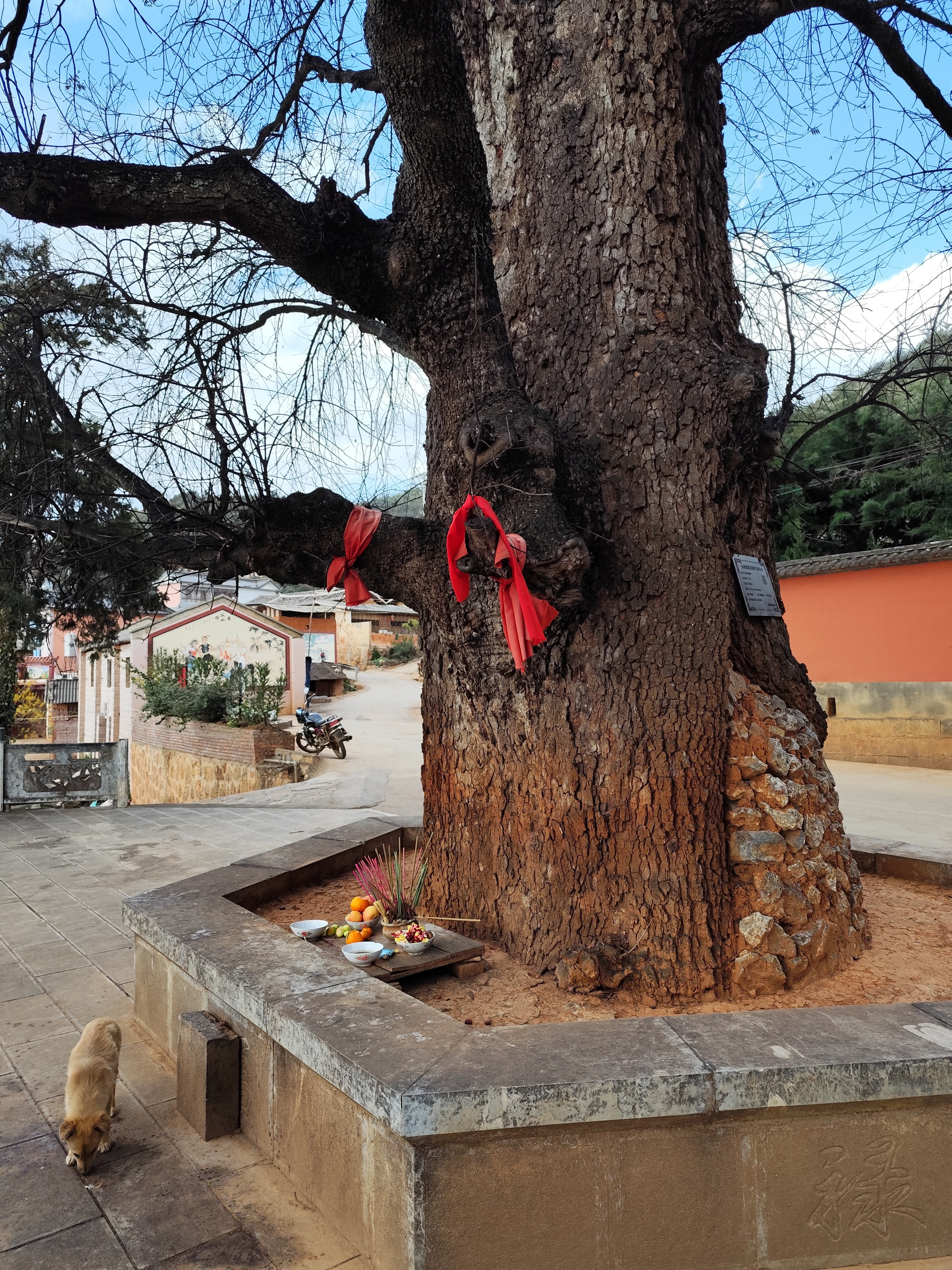
寺前的黄连木古树